# 13499 Штайнберґ
13499 Штайнберґ (13499 Steinberg) — астероїд головного поясу, відкритий 1 жовтня 1986 року.
Тіссеранів параметр щодо Юпітера — 3,161.